# Frida (película de 2024)
Frida es una película documental de 2024 dirigida por Carla Gutiérrez sobre la vida de la pintora mexicana Frida Kahlo. Siendo el debut como directora de Gutiérrez, se proyectó por primera vez en el Festival de Cine de Sundance de 2024, donde ganó el premio de edición de documental estadounidense Jonathan Oppenheim.

## Producción
Mucho antes de que Frida fuera concebida, Gutiérrez notó la abundancia de escritos de la pintora mexicana, pero no una narración contada con sus propias palabras. Luego se acercó a Julie Cohen y Betsy West, las directoras de RBG y Julia, para obtener información sobre cómo hacer un documental gigantesco sobre un ícono femenino. Si bien algunos estudios encontraron desalentadora la perspectiva de una película exclusivamente en español, especialmente con sus elementos experimentales en imágenes y sonidos, algunos distribuidores finalmente aceptaron la visión de Gutiérrez para un debut como directora: un documental basado en las propias palabras de Kahlo.
La película se basa en muchos elementos multimedia, incluidos, entre otros, actuación de voz, animación y restauración de materiales en formatos antiguos y anticuados. Las palabras de la propia Kahlo, tomadas de sus propios escritos, son narradas por Fernanda Echevarría, y Gutiérrez trabajó con varios animadores radicados en México para agregar una contraparte visual al sonido de su película. Para dar forma e informar la línea de tiempo de la vida y carrera de Kahlo, Gutiérrez se basó en el libro Frida: A Biography of Frida Kahlo de 1983 del historiador estadounidense Hayden Herrera y en The Life and Death of Frida Kahlo de 1976 de los directores Karen y David Crommie. Con permiso, Gutiérrez tuvo acceso a la investigación de Herrera que ella había utilizado para su libro. En el ático de Herrera, Gutiérrez encontró una diversidad de transcripciones, escritos y otras fuentes primarias.
Fuera de la propia investigación de Herrera, entre los materiales de archivo utilizados para Frida se encontraban colecciones de la Biblioteca y Archivos de la Institución Hoover. Gran parte del metraje utilizado, específicamente en la Casa Azul de Kahlo, fue tomado por el fotógrafo estadounidense Ivan Heisler, quien también logró capturar imágenes de los hospitalarios encuentros de Kahlo con Trotsky. Justo a tiempo para su exhibición en el Festival de Cine de Sundance, la Hoover Institution remasterizó su metraje a 4K para brindar la mejor calidad posible a Gutiérrez. También se utilizaron los documentos de Bertram D. Wolfe, un comunista estadounidense y amigo de Rivera que personalmente tenía muchas fotografías de Kahlo y Rivera, varias de las cuales se ven en la película.

## Estreno

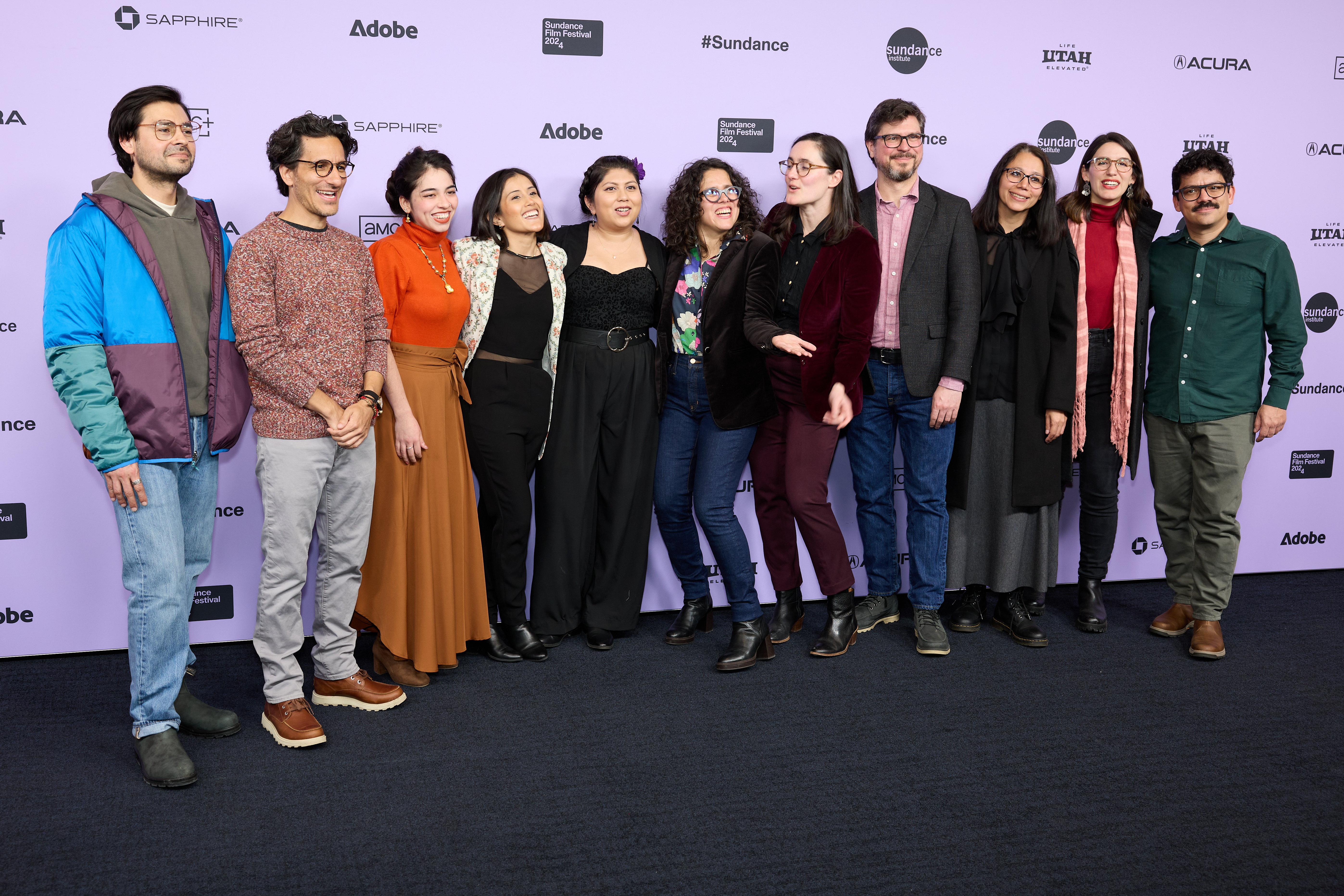
Equipo de filmación en el estreno de Frida en el 40.º Festival de Cine de Sundance el 18 de enero de 2024

La película ganó el Premio de Edición Jonathan Oppenheim en la categoría de documental estadounidense en el Festival de Cine de Sundance de 2024. Gutiérrez explicó que no solo dirigió Frida, sino que también la editó ella misma utilizando una amplia variedad de herramientas de Adobe. A su propia edición se unió un equipo de producción diverso de diseñadores de sonido, músicos y animadores que agregaron nuevas dimensiones a la composición de Frida.